# Ghost Mind
Ghost Mind（ゴースト・マインド）は、New Cinema 蜥蜴の4枚目のシングル。

## 内容
1枚目のアルバム『Rail』先行シングルで、TBS系「ウンナンの気分は上々。」エンディングテーマ。
カップリングの「Half the world」は川越英樹の作曲となっている（この曲も含め3曲しか作曲しておらず、残りの2曲はいずれも『Rail』収録）。

## 収録曲
- 全作詞:舩木基有　編曲:New Cinema 蜥蜴

1. Ghost Mind
  - 作曲:岩井勇一郎
2. Half the world
  - 作曲:川越英樹
3. Ghost Mind (instrumental)